# Ritueelbegeleiding
Ritueelbegeleiding is het geven van begeleiding aan mensen bij rituelen rondom hoogtepunten in hun leven: geboorte, huwelijk, overlijden, enzovoort. Het woord 'ritueelbegeleider' wordt vooral gebruikt voor begeleiding bij afscheidsdiensten of uitvaartrituelen. 
Ritueelbegeleiding is iets anders dan het organiseren van een uitvaart, bruiloft of andere gelegenheid. Uitvaartondernemers en ceremoniemeesters houden zich bezig met de organisatorische kant. Ritueelbegeleiders verzorgen de inhoudelijke kant van een ceremonie. Ze ondersteunen de familieleden bij het inhoud geven aan een uitvaart en bieden de kaders aan. Het persoonlijke - waarin déze viering verschilt van andere vieringen - wordt gecombineerd met een herkenbare vormgeving. Een ritueelbegeleider zal de familie er op wijzen dat de nabestaanden heel veel zelf kunnen en mogen doen bij een uitvaart. Bij waar zij (op dit moment) niet zelf toe in staat zijn, kan de ritueelbegeleider ondersteuning bieden of taken overnemen. 

## Behoefte
Geestelijken in elke religie begeleiden gelovigen bij hoogtijdagen in hun leven. Het zijn dan ook van oudsher kerkelijke functionarissen die in de westerse cultuur hiervoor aangewezen zijn.  Met de toenemende secularisatie kwam er behoefte aan een ander type ritueelbegeleiding. Steeds minder mensen zijn aangesloten bij een georganiseerde religie. Mensen hebben vaak een eigen beleving van religiositeit.

## Symboliek
Door het gebruik van symbolen, symbooltaal en symboolhandelingen wordt het ritueel boven de dagelijkse werkelijkheid uitgetild en biedt het troost. Een ritueel geeft betekenis aan een overgangsmoment en biedt de mogelijkheid om in contact te komen met de andere, onkenbare, werkelijkheid die de dood is. Een uitvaartritueel 'benoemt het verlies, ondersteunt de verandering en bemoedigt tot het accepteren van de nieuwe situatie' (in de woorden van Rieke Mes).
Woorden, handelingen en symbolische voorwerpen worden uitgezocht om het perspectief te doen verspringen: iets is niet alleen wat het lijkt, maar heeft een diepere betekenis. Symbolen zijn meerduidig: ze betekenen meerdere dingen tegelijk. Een ritueelbegeleider gebruikt die complexiteit. Met de nabestaanden worden symbolen gevonden waardoor de overledene herkenbaar is. De ritueelbegeleider duidt deze symbolen en geeft ze een plaats in het geheel.

## Afscheidsdienst
Een ritueelbegeleider kan een afscheidsdienst samenstellen met een thema, met ritme en rust, leidend naar een hoogtepunt en dan weer naar ontspanning. De rode draad wordt gevormd door het levensverhaal van de overledene. Niet door alle feiten op een rijtje te zetten, maar door te schetsen wat er in iemands leven daadwerkelijk belangrijk was, welke keuzes hij of zij gemaakt heeft. Een ritueelbegeleider helpt in gesprekken met de familie bij het bepalen van wat het belangrijkste is en wat beter weggelaten kan worden: een afscheidsdienst moet niet te lang duren. Ritueelbegeleiders kunnen een bemiddelende rol spelen in families die verdeeld zijn, waardoor de familie in staat is om een mooi afscheid te realiseren van de overledene, ondanks de geschillen die er misschien bestaan. Ze kunnen ook helpen om de 'pijnpunten' te benoemen in iemands leven (niet iedereen was immers een 'heilige') maar ook erop wijzen dat niet alles uitgesproken hoeft te worden in het openbaar.

## Begeleiders
Sommige ritueelbegeleiders zijn in het vak terechtgekomen omdat ze tekorten ervoeren in de gebruikelijke praktijk. Anderen waren theoloog en hebben zich gespecialiseerd in uitvaarten. De meeste ritueelbegeleiders zijn vrouw en de meesten hebben een praktijk alleen, als 'eenmanszaak',  hoewel er ook ritueelbegeleiders zijn in loondienst bij uitvaartondernemers. En er zijn mensen die zowel uitvaartondernemer als ritueelbegeleider zijn.
Er zijn ritueelbegeleiders in bijna elke religieuze of levensbeschouwelijke traditie. Binnen het christendom zijn het vaak pastors; humanisten hebben eerder een funerair spreker bij een uitvaart - daar staat 'het woord' centraal. De meeste ritueelbegeleiders zijn in staat groepen van verschillende achtergrond te begeleiden.
In 2002 startte een particuliere post-hbo opleiding 'ritueel begeleiden bij afscheid', deze wordt gegeven in België en Nederland. Er is in Nederland een landelijke beroepsvereniging van ritueelbegeleiders.